# Delicate Arch

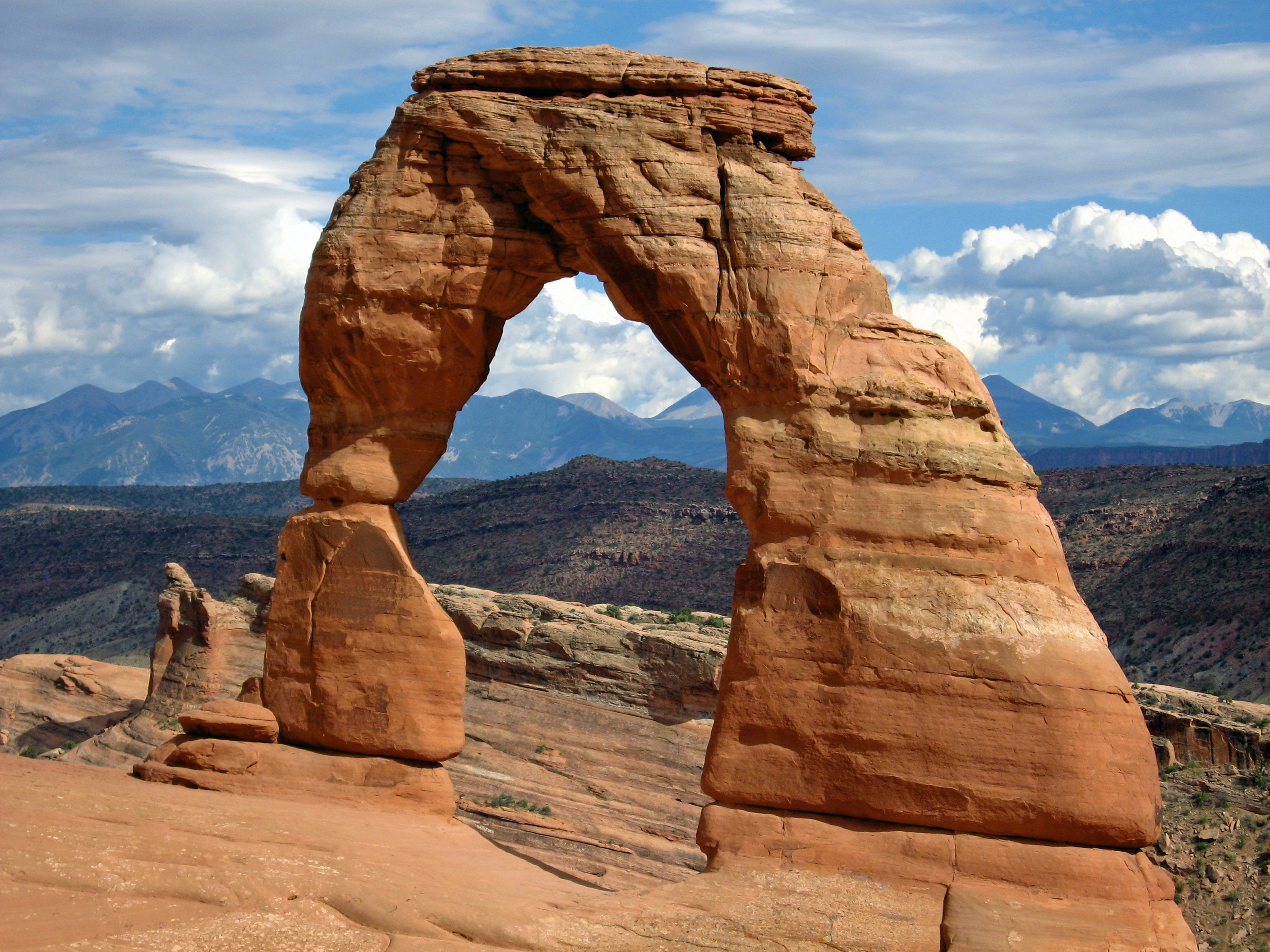
Delicate Arch

Delicate Arch is een 16 meter hoge vrijstaande natuurlijke boog van zandsteen in het Arches National Park nabij Moab in de Amerikaanse staat Utah. De boog is niet te bereiken met de auto en om er te komen moet er een wandeling worden afgelegd die vanaf de dichtstbijzijnde parkeerplaats meer dan een uur duurt. Delicate Arch is het beroemdste monument uit het nationaal park en een belangrijk symbool voor de staat Utah. De boog staat afgebeeld op de nummerplaat van Utah en op een postzegel uit 1996 die het honderdjarig bestaan van de staat herdacht.
Enkele bijnamen voor Delicate Arch zijn The Chaps of The Schoolmarm's Bloomers.